# Okręg wyborczy Edinburgh East and Musselburgh
Okręg wyborzczy Edinburgh East and Musselburgh powstał w 1997 r. i wysyłał do brytyjskiej Izby Gmin jednego deputowanego. Okręg obejmował wschodnią część Edynburga. Okręg został zniesiony w 2005 r.

## Deputowany do brytyjskiej Izby Gmin z okręgu Edinburgh East and Musselburgh
- 1997–2005: Gavin Strang, Partia Pracy